# Nesselsdorf B
Der Nesselsdorf B war der Nachfolger des Nesselsdorf Neuer Vierer / Zweier, ein PKW, den die Nesselsdorfer Wagenbau-Fabriks-Gesellschaft 1902 herausbrachte.
Das Fahrzeug hatte – wie sein Vorgänger – einen seitengesteuerten Zweizylinder-Boxermotor mit 3188 cm³ Hubraum und 12 PS (8,8 kW) Leistung unter dem Wagenboden eingebaut. Es gab verschiedene Aufbauten mit vier, sechs und acht Sitzen als Tonneau, Coupé, Break etc. Insgesamt wurden in zwei Jahren 31 Fahrzeuge hergestellt.
1904 wurde dieser Typ durch den Typ E ersetzt.